# Cassal (Aragatsotn)
Cassal (em armênio: Քասաղ; romaniz.: Kʼasał) ou Cassaque (Քասախ, Kʼasax)[a] foi uma aldeia do município de Aparã, na província de Aragatsotn, na Armênia

## História
Cassal estava situada a seis quilômetros da cidade de Aparã, no cânion de Cassal, no lado direito do vale do rio Cassal. No lado ocidental da aldeia, numa colina rochosa, havia uma estátua colunar e esculturas de uma antiga cultura pagã extinta. Em 25 de julho de 1946, foi rebatizada Cassal. Alega-se que os ancestrais dos habitantes vieram das aldeias de Muxe e Sassúnia. Em 1831, 1897, 1926, 1939 e 1959, respectivamente, abrigada 264, 1 347, 1 893, 1 476 e 1 088 habitantes. Em 1965, em decorrência da construção do 
reservatório de Aparã, Cassaque foi despovoada e seus habitantes foram realocados à Fazenda Estadual N.º 40, mais tarde rebatizada Cassaque.